# Tim Prica
Tim Prica, född 23 april 2002 i Helsingborg, är en svensk fotbollsspelare som spelar för IFK Norrköping. Han är son till före detta fotbollsspelaren Rade Prica.

## Karriär
Prica började spela fotboll i norska Nardo FK. Därefter spelade han för israeliska Maccabi Tel Aviv innan han som 12-åring gick till Malmö FF.
Prica debuterade för Malmö FF:s A-lag i februari 2018 i en träningsmatch mot danska FC Roskilde, där han blev inbytt i halvlek och då blev klubbens tredje yngsta spelare genom tiderna (efter Peter Jönsson och Alexander Nilsson). I augusti 2018 skrev Prica på ett lärlingskontrakt fram till 2020 med Malmö FF.
Prica tävlingsdebuterade för Malmö FF den 18 juli 2019 i en 4–0-vinst över nordirländska Ballymena United i Europa League, där han blev inbytt i den 61:a minuten mot Guillermo Molins. Den 18 augusti 2019 gjorde Prica allsvensk debut i den 5–0-vinst över Falkenbergs FF, där han blev inbytt i den 77:e minuten mot Felix Beijmo.
Den 10 augusti 2020 värvades Prica av danska AaB, där han skrev på ett fyraårskontrakt. I januari 2022 förlängde Prica sitt kontrakt i AaB fram till sommaren 2025 och blev samtidigt utlånad till österrikiska WSG Tirol på ett låneavtal fram till sommaren 2023.